# Amara farallonica
Amara farallonica är en skalbaggsart som beskrevs av Thomas Casey. Amara farallonica ingår i släktet Amara och familjen jordlöpare. Inga underarter finns listade i Catalogue of Life.